# Anna Huhta
Anna Huhta (ur. 18 października 1990) – szwedzka curlerka, mistrzyni świata juniorów z 2010.
Huhta w 2010 jako otwierająca w ekipie Anny Hasselborg triumfowała w krajowej rywalizacji juniorek. Zespół z Curlingklubb Granit-Gävle reprezentował Szwecję na Mistrzostwach Świata Juniorów 2010, w których awansował do fazy finałowej. W górnym meczu Page play-off Szwedki przegrały z Kanadyjkami (Rachel Homan) 3:9, jednak po wygranym 6:1 półfinale przeciwko Amerykankom (Alexandra Carlson) drużyny te spotkały się ponownie. W meczu o najwyższą stawkę lepsze okazały się Europejki, które zdobyły tytuł mistrzyń świata rezultatem 8:3.
W 2011 kapitan drużyny, Anna Hasselborg przekroczyła wiek juniorski, a jej funkcję przejęła Jonna McManus, Huhta natomiast od tej pory zagrywa 3. i 4. kamienie. Zespół McManus obronił tytuł mistrzyń kraju w sezonie 2010/2011. Nie zdołał jednak obronić tego wyniku na arenie międzynarodowej, Szwedki przegrały dwa mecze w fazie finałowej: półfinał z Kanadą (Trish Paulsen) i mecz o brąz przeciwko Rosjankom (Anna Sidorowa). W tym samym sezonie Huhta zajęła 2. miejsce w Mistrzostwach Szwecji kobiet, w finale 8:4 zwyciężył nowy zespół Hasselborg.
W 2012 Szwedki były gospodyniami MŚJ, zdołały po barażach awansować do fazy play-off. W pierwszym meczu pokonały Rosjanki (Anna Sidorowa), jednak w półfinale uległy Czeszkom (Zuzana Hájková) i ponownie rywalizowały z Rosją. W meczu o brązowe medale to przeciwniczki wygrały wynikiem 4:7.
Huhta uczestniczy także w konkurencji par mieszanych, w 2009 zajęła 4. miejsce w mistrzostwach Szwecji w parze z Joakimem Flygem.

## Drużyna
|           | Czwarta         | Trzecia       | Druga              | Otwierająca   |
| --------- | --------------- | ------------- | ------------------ | ------------- |
| 2012/2013 | Jonna McManus   | Sara McManus  | Anna Huhta         | Sofia Mabergs |
| 2011/2012 | Sara McManus    | Anna Huhta    | Marina Stener      | Sofia Mabergs |
| 2010/2011 | Jonna McManus   | Sara McManus  | Anna Huhta         | Sofia Mabergs |
| 2009/2010 | Anna Hasselborg | Jonna McManus | Agnes Knochenhauer | Anna Huhta    |